# Clas Theodor Odhner

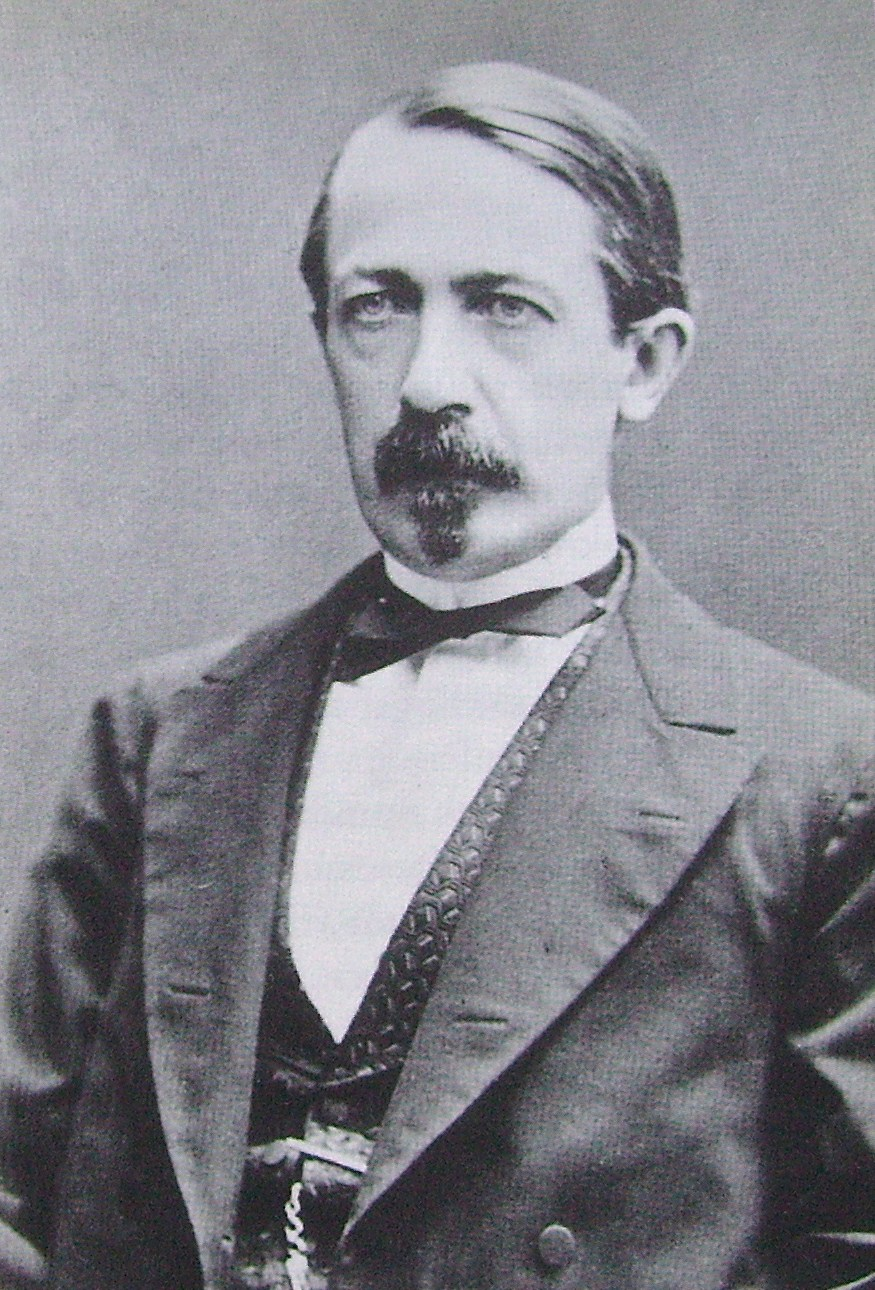
Claes Theodor Odhner

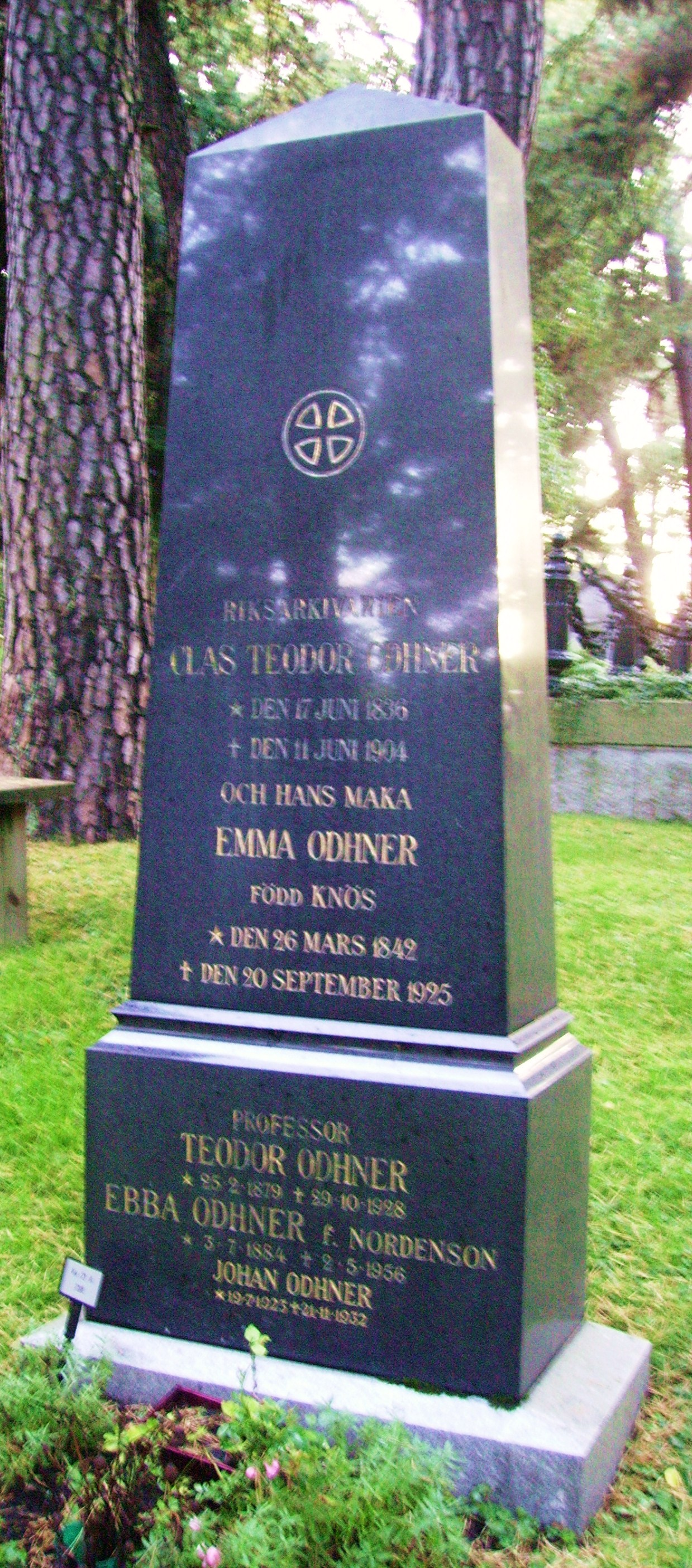
Theodor Odhners Grab auf dem Norra begravningsplatsen (Nordfriedhof) in Stockholm

Clas Jonas Theodor Odhner, auch Klas Teodor Odhner, (* 17. Juni 1836 in der Landgemeinde Alingsås; † 11. Juni 1904 in Stockholm) war ein schwedischer Historiker.

## Leben
Odhner, ein Sohn des Pfarrers Claes Odhner (1794–1851) und seiner Frau  Anna Carolina Ericsson, einer Schwester von Nils Ericson und John Ericsson, studierte ab 1851 an der Universität Uppsala, wo er 1860 zum filosofie magister promoviert und zum Dozenten der Geschichtswissenschaft ernannt wurde. 1865 zum Adjunkt an der Universität Lund berufen, konnte er 1871 die Professur für Geschichtswissenschaft übernehmen. Von 1887 bis 1901 wirkte er als Reichsarchivar und hatte unter anderem den Umzug des Reichsarchivs in ein neues Gebäude zu leiten. Odhner arbeitete in mehreren Komitees zur Reform des Unterrichtswesens, insbesondere zur Revision der Lehrbücher, mit und verfasste auch selbst Lehrbücher der schwedischen Geschichte, die weite Verbreitung hatten. Von 1893 bis 1897 war Odhner Abgeordneter für Stockholm in der zweiten Kammer des schwedischen Reichstags und setzte sich dort für den Freihandel ein.
Odhner wurde 1872 in die Kungliga Vitterhets Historie och Antikvitets Akademien, 1879 in die Königliche Wissenschafts- und Literaturgesellschaft in Göteborg und 1882 in die Königliche Gesellschaft der Wissenschaften in Uppsala berufen. 1885 wurde er auf Stuhl 5 in die Schwedische Akademie aufgenommen, 1888 auch in die Königlich Schwedische Akademie der Wissenschaften. Die Universität Lund zeichnete ihn 1900 mit der Ehrendoktorwürde aus.
Odhner war mit Emma Knös, einer Tochter des Theologen Anders Erik Knös, verheiratet. Einer ihrer Söhne war der Zoologe Theodor Odhner.

## Schriften (Auswahl)
- Sveriges inre historia under drottning Kristinas förmyndare. Stockholm 1865.
- Lärobok i Sveriges, Norges och Danmarks historia för skolans högre klasser. 1869 (10. Aufl. 1912).
- Lärobok i fäderneslandets historia samt grunddragen af Norges och Danmarks historia för skolans lägre klasser. 1870 (19. Aufl. 1912–13).
- Lärobok i fäderneslandets historia bearbetad för folkskolan. 1872 (18. Aufl. 1912).
- Sveriges deltagande i Westfaliska fredskongressen och grundläggningen af det svenska väldet i Tyskland. 1877 (Deutsch: Die Politik Schwedens im Westphälischen Friedenscongress und die Gründung der schwedischen Herrschaft in Deutschland, Gotha 1877).
- Om orsakerna till Gustaf II Adolfs deltagande i Trettioåriga kriget. Kritisk belysning. Lund 1882,
- Sveriges politiska historia under konung Gustafs III. regering. Stockholm 1885–1905